# Garsa crestada gorjablanca
La garsa crestada gorjablanca o garsa blava crestada (Calocitta formosa) és una espècie d'ocell de la família dels còrvids (Corvidae) que habita boscos clars, matolls i arbusts de les terres baixes del vessant del Pacífic del sud de Mèxic i Amèrica Central, des de l'oest de Puebla cap al sud fins a Costa Rica.